# 소노베정
소노베정(일본어: 園部町)은 2005년 12월 31일까지 일본 교토부의 중앙부에 존재한 지방공공단체로 소노베 성의 성시이다.
2006년 1월 1일에 후나이군·야기정·히요시정, 기타쿠와다군 미야마정이 합병해 난탄시가 되어, 지방공공단체로서의 소노베정은 역사의 막을 내렸다. 현재는 난단시의 행정구의 지명으로 남아 있다. 

## 역사
전국시대 말기의 소노베 성에 아라키 우지쓰나라고 하는 토호가 있어 아케치 미쓰히데에 대항했다고 한다. 그러나 본격적인 원내부의 개발은 1619년의 코이데씨 원내부 입봉으로부터 시작된다.
- 1889년 4월 1일 - 정촌제 시행에 의해 이전의 정역에 해당하는 소노베정이 성립하였다.
- 1929년 4월 1일 - 소노베촌, 기리노쇼촌이 합벼애 새로운 소노베정이 성립하였다. (3정 18촌)
- 1958년 4월 1일 - 가메오카시의 일부를 편입하였다.
- 2006년 1월 1일 - 야기정·히요시정, 기타쿠와다군 미야마정과 합병해 난탄시가 성립하였다. 동일 소노베정은 폐지되었다.

## 교통

### 철도
- 서일본 여객철도
  - 산인 본선(사가노 선)

### 도로
- 국도 9호선
- 국도 제372호선 (일본)(일본어판)
- 국도 제477호선 (일본)(일본어판)

## 출신인물
- 노나카 히로무 - 정치인